# Kasbek Sawwitsch Butajew

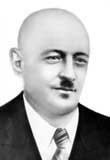
Kasbek Sawwitsch Butajew

Kasbek Sawwitsch Butajew (russisch Казбек Саввич Бутаев; * 4. Dezemberjul. / 16. Dezember 1893greg. in Salugardan; † 1937 in Ordschonikidse) war ein sowjetischer Ökonom und Hochschullehrer.

## Leben
Butajew stammte aus einer ossetischen Bauernfamilie. Er besuchte die Kirchengemeindeschule und dann die Wladikawkaser Realschule, die er 1913 mit Auszeichnung verließ. Darauf begann er in Petrograd das Studium am Elektrotechnik-Institut. Im Ersten Weltkrieg wurde er 1916 zur Kaiserlich Russischen Armee eingezogen und als Student einer technischen Hochschule auf die Militäringenieurhochschule geschickt. Dort schloss er das Studium nach der Februarrevolution ab und kam im August 1917 in Petrograd in das Elektrotechnik-Reservebataillon.
Nach der Oktoberrevolution wurde Butajew 1918 Mitglied der KPdSU. 1920 wurde er Sekretär des Oblast-Komitees der KPdSU und Volkskommissar der Sowjetischen Gebirgsrepublik. Auf der 1. Gebirgskonferenz der KPdSU im April 1921 wurde er in das Gebirgskomitee der KPdSU gewählt, deren Agitprop-Abteilung er leitete. Auf der 2. Gebirgskonferenz im August 1921 gab er einen Bericht über die politische und ökonomische Lage der Gebirgsrepublik mit einer detaillierten objektiven Analyse des sozial-ökonomischen und politischen Lebens der Republik. Im Herbst 1921 wurde er aus Gesundheitsgründen aus dieser Arbeit entlassen.
Von 1925 bis 1929 war Butajew Student  des Ökonomie-Instituts der Roten Professur in Moskau. Anschließend wurde er Vizechefredakteur der Zeitung Ekonomitscheskaja Schisn (Ökonomisches Leben) und später Chef der Abteilung für integrierte Planung des Obersten Rats für Volkswirtschaft. 1931 wurde er Vizedirektor des Instituts für Ökonomie der Kommunistischen Akademie sowie Professor und Direktor des Instituts der Roten Professur. Gleichzeitig redigierte er zwei Zeitschriften. 1934 wurde er Erster Sekretär des nordossetischen Oblast-Komitees der Partei (bis 1936). 1937 wurde er Professor und Vizedirektor der Allunionsakademie für Planung.
Wissenschaftlich beschäftigte sich Butajew mit den wirtschaftlichen Problemen der Kleinindustrie und des Warenverkehrs im Hinblick auf die Besitzverhältnisse bei den Produktionsmitteln und den Arbeitskräften, die er als Einheit ansah. Auch untersuchte er die Probleme der Grundrente. Er befasste sich in einer Reihe von Arbeiten mit der Politik und Wirtschaft des Nordkaukasus und analysierte die Übergangswirtschaft mit Industrialisierung und Kollektivierung.
Butajew war Delegierter auf den Parteikongressen und Mitglied des Allrussischen Zentralen Exekutivkomitees und dann des Zentralen Exekutivkomitees der UdSSR. Während des Großen Terrors wurde er 1937 verhaftet und zum Tod durch den Strang verurteilt. 1956 wurde er rehabilitiert.
Die Physikerin Fatima Aslanbekowna Butajewa war Butajews Nichte.
Butajews Namen tragen seit 1962 eine Straße in Wladikawkas und seit 2015 die Schule Nr. 24 der Stadt Wladikawkas.